# Igeszausz
Igeszausz – władca gutejski, następca Inimabakesza, który według Sumeryjskiej listy królów miał rządzić Sumerem przez 6 lat.